# Lautalansaari
Lautalansaari är en ö i Finland. Den ligger i sjön Vaskivesi och Visuvesi och i kommunen Ruovesi i den ekonomiska regionen  Övre Birkalands ekonomiska region  och landskapet Birkaland, i den sydvästra delen av landet, 230 km norr om huvudstaden Helsingfors. Öns största längd är 1,7 kilometer i sydöst-nordvästlig riktning.